# Carlos VI de Francia
Carlos VI (3 de diciembre de 1368-21 de octubre de 1422), apodado el Bienamado (en francés: le Bien-Aimé) y más tarde el Loco (en francés: le Fol o le Fou), fue rey de Francia desde 1380 hasta su muerte en 1422. Es conocido por su enfermedad mental y los episodios psicóticos que le asolaron durante toda su vida.
Subió al trono a la temprana edad de once años, pues su padre dejaba tras de sí una situación militar favorable, marcada por la reconquista de la mayor parte de las posesiones inglesas en Francia. Primero bajo la regencia de sus tíos, los duques de Borgoña, Anjou, Berry y Borbón, Carlos decidió emanciparse en 1388, a la edad de veinte años. En 1392, mientras dirigía una expedición militar contra el ducado de Bretaña, el rey sufrió su primer ataque de delirio, durante el cual atacó a sus propios hombres en el bosque de Le Mans. Unos meses más tarde, tras el Bal des Ardents, en enero de 1393, en el que se salvó por poco de morir quemado, Carlos fue puesto de nuevo bajo la regencia de sus tíos, los duques de Berry y Borgoña.
A partir de entonces, y hasta su muerte, el rey alternó periodos de inestabilidad y lucidez mental. El poder estuvo en manos de sus influyentes tíos y de su esposa, la reina Isabel de Baviera-Ingolstadt. Su hermano menor, Luis de Valois, también aspiró a la regencia y vio crecer su influencia. La enemistad entre Luis de Valois y Juan el Temerario, sucesor de Felipe el Temerario como duque de Borgoña, sumió a Francia en la Guerra civil Armagnac-Borgoñona de 1407-1435, durante la cual el rey se vio controlado sucesivamente por uno u otro de los dos bandos.
En 1415, su ejército fue aplastado por los ingleses en la batalla de Azincourt, lo que llevó a Carlos a firmar el Tratado de Troyes, que desheredaba por completo a su hijo, el delfín y futuro Carlos VII, en favor de su futuro yerno Enrique V de Inglaterra. Enrique fue nombrado regente y heredero del trono de Francia, y Carlos lo casó con su hija Catalina de Valois. Sin embargo, Enrique murió poco antes que Carlos, lo que dio a la Casa de Valois la oportunidad de continuar la lucha contra la Casa de Lancaster, lo que condujo finalmente a la victoria de Valois y al final de la Guerra de los Cien Años en 1453. Carlos fue sucedido en el trono por su nieto, el infante Enrique VI de Inglaterra, pero el propio hijo de Carlos fue coronado primero en la Catedral de Reims y fue ampliamente considerado, incluso antes de su coronación, como el verdadero heredero por el pueblo francés.

## Juventud
Carlos nació en París, en la residencia real del Hôtel Saint-Pol, el 3 de diciembre de 1368, hijo del rey Carlos V de la Casa de Valois y de Juana de Borbón. Como hijo mayor del rey, Carlos era heredero al trono francés y ostentaba el título de delfín de Francia.

## Rey de Francia

### Regencia
A la muerte de su padre, el 16 de septiembre de 1380, heredó el trono de Francia. Su coronación tuvo lugar el 4 de noviembre de 1380, en la catedral de Reims. Carlos VI sólo tenía 11 años cuando fue coronado rey de Francia. Durante su minoría de edad, Francia fue gobernada por los tíos de Carlos, en calidad de regentes. Aunque la mayoría de edad real era a los 14 años (la "edad de Transición a la adultez" según el derecho canónico de la Iglesia católica), Carlos puso fin a la regencia a los 21 años.
Los regentes eran Felipe el Temerario, duque de Borgoña, Luis I, duque de Anjou, y Juan, duque de Berry -todos hermanos de Carlos V- junto con Luis II, duque de Borbón, tío materno de Carlos VI. Felipe asumió el papel dominante durante la regencia. Luis de Anjou luchaba por su reivindicación del reino de Nápoles después de 1382, muriendo en 1384; Juan de Berry estaba interesado principalmente en el Languedoc, y no especialmente en la política; y Luis de Borbón era una figura poco importante, debido a su personalidad (mostraba signos de inestabilidad mental) y estatus (ya que no era hijo de rey).
Durante el gobierno de sus tíos, los recursos financieros del reino, construidos con esmero por su padre Carlos V, se dilapidaron en beneficio personal de los duques, cuyos intereses eran a menudo divergentes o incluso opuestos. Durante ese tiempo, se reforzó el poder de la administración real y se restablecieron los impuestos. Esta última política supuso un revés a la decisión tomada en el lecho de muerte por el padre del rey, Carlos V, de derogar los impuestos, y provocó revueltas fiscales, conocidas como las Harelle. El aumento de los ingresos fiscales era necesario para apoyar las políticas egoístas de los tíos del rey, cuyos intereses entraban a menudo en conflicto con los de la corona y entre sí. La Batalla de Roosebeke (1382), por ejemplo, brillantemente ganada por las tropas reales, se llevó a cabo únicamente en beneficio de Felipe de Borgoña. El superávit del tesoro cuidadosamente acumulado por Carlos V se dilapidó rápidamente.
Carlos VI puso fin a la regencia en 1388 y asumió el poder personalmente. Restauró en el poder a los muy competentes consejeros de Carlos V, conocidos como los Marmousets, que inauguraron un nuevo periodo de gran estima por la corona. Sus súbditos se referían a Carlos VI como Carlos el Amado.

### Enfermedad mental
Los primeros éxitos de Carlos VI con los Marmouset como consejeros se disiparon rápidamente como consecuencia de los ataques de psicosis que sufrió a partir de los veintitantos años. Su madre, Juana de Borbón, podría haberle transmitido la enfermedad mental a lo largo de varias generaciones. Aunque sus súbditos seguían llamándole Carlos el Amado, pasó a ser conocido también como Carlos el Loco.
El primer episodio conocido de Carlos ocurrió en 1392, cuando su amigo y consejero, Olivier de Clisson, fue víctima de un intento de asesinato. Aunque Clisson sobrevivió, Carlos estaba decidido a castigar al posible asesino, Pierre de Craon, que se había refugiado en Bretaña. Juan VI de Bretaña, no estaba dispuesto a entregarlo, por lo que Carlos preparó una expedición militar.

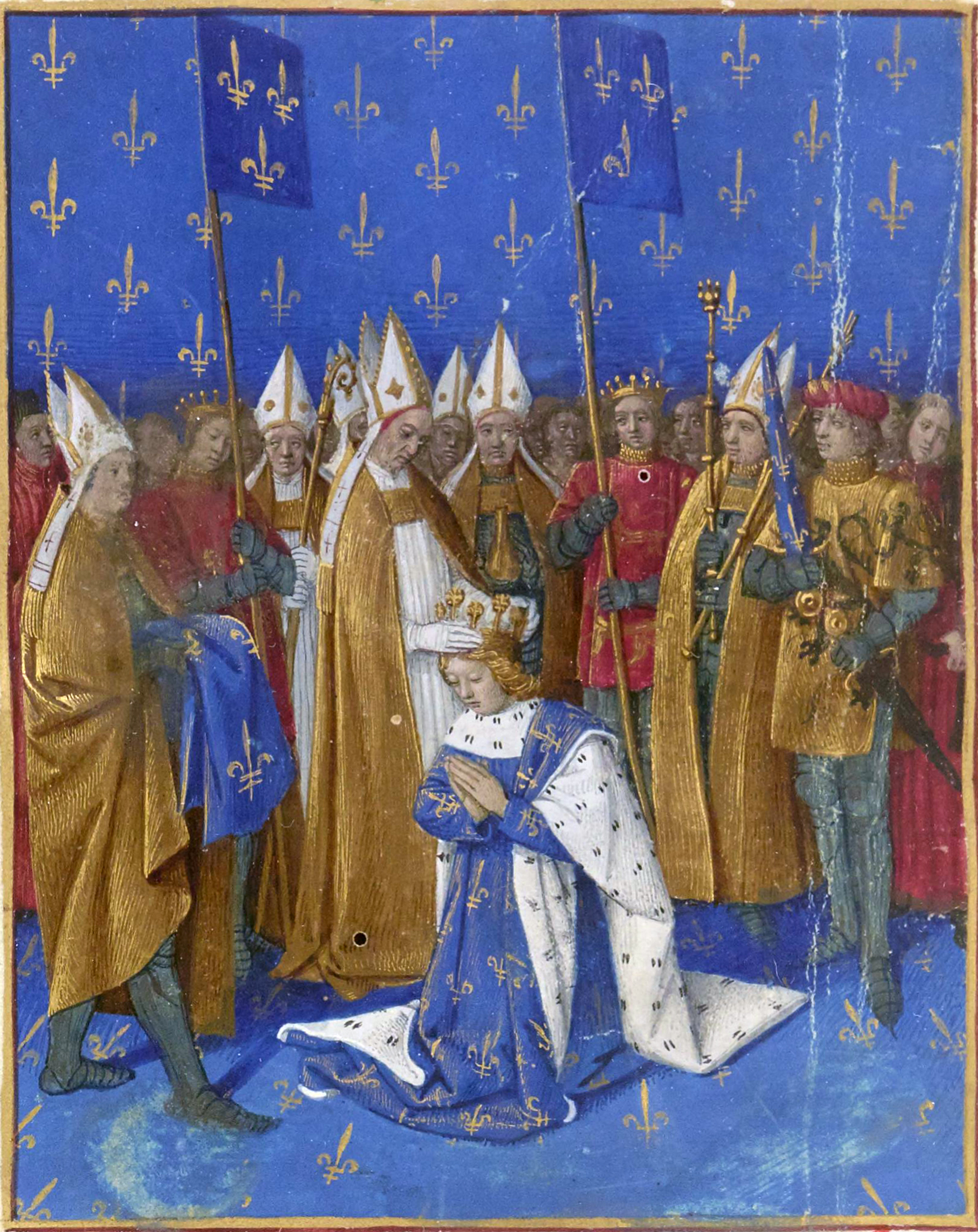
La coronación de Carlos VI

Los contemporáneos dijeron que Carlos parecía tener "fiebre" al comenzar la campaña y que estaba desconectado al hablar. Carlos partió con un ejército el 1 de julio de 1392. El avance del ejército fue lento, lo que llevó a Carlos a un frenesí de impaciencia. Mientras el rey y su escolta atravesaban el bosque cerca de Le Mans en una calurosa mañana de agosto, un leproso descalzo y vestido con harapos se abalanzó sobre el caballo del rey y le agarró de las bridas. "No cabalguéis más, noble rey", le gritó: "¡Regresa! ¡Te han traicionado!". Los escoltas del rey hicieron retroceder al hombre a golpes, pero no lo detuvieron, y siguió a la comitiva durante media hora, repitiendo sus gritos. La compañía salió del bosque a mediodía. Un paje adormilado por el sol dejó caer la lanza del rey, que chocó estrepitosamente contra un casco de acero que portaba otro paje. Carlos se estremeció, desenvainó la espada y gritó: "¡Adelante contra los traidores! Quieren entregarme al enemigo". El rey espoleó a su caballo y comenzó a blandir la espada contra sus compañeros, luchando hasta que uno de sus chambelanes y un grupo de soldados lograron agarrarlo de su montura y tumbarlo en el suelo. Como medida provisional, el rey fue trasladado al castillo de Creil, donde el buen aire y un entorno agradable podrían hacerle recobrar el sentido. Había matado a un caballero conocido como "El Bastardo de Polignac" y a varios hombres más.

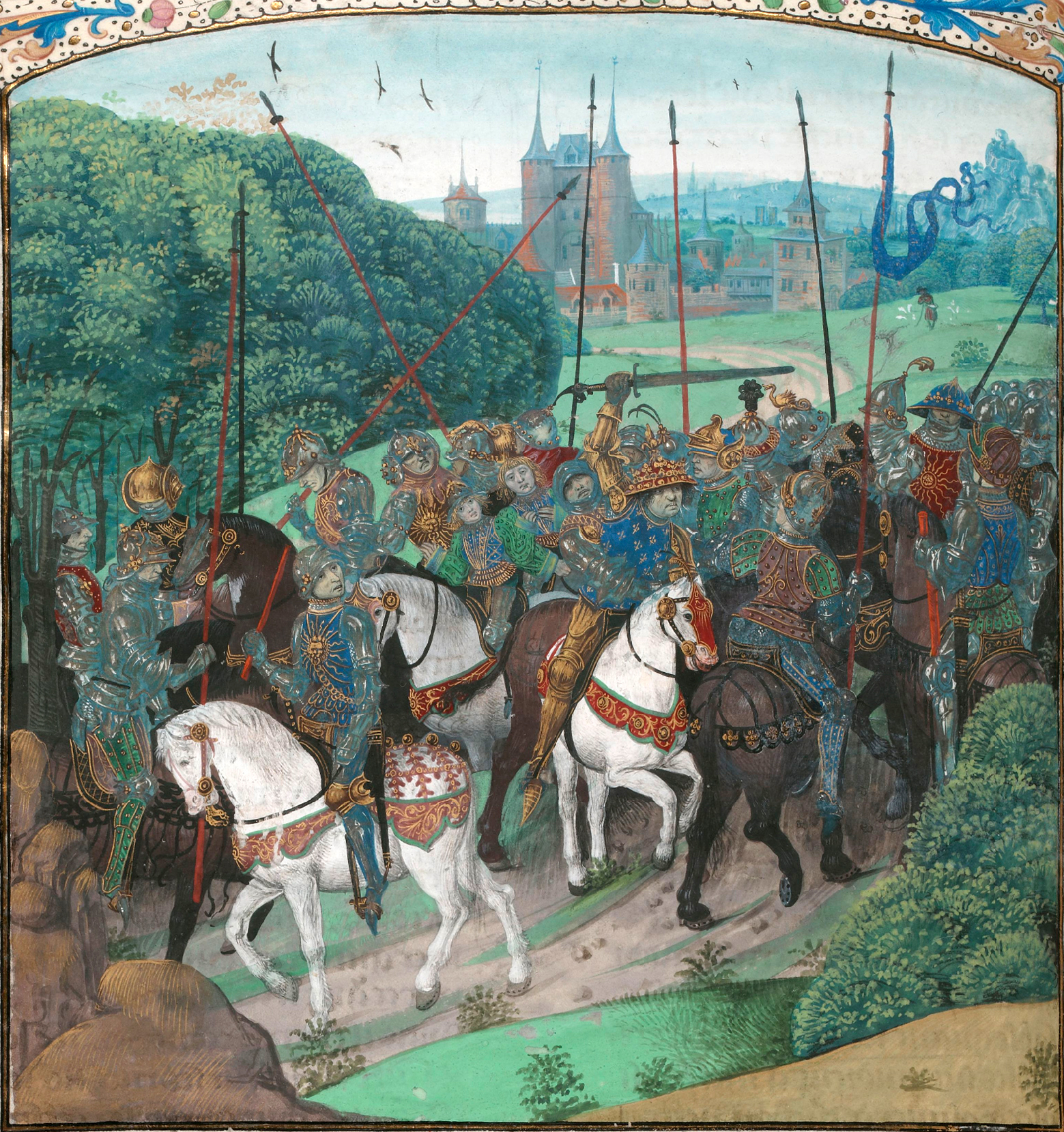
Locura de Carlos VI en el Bosque de Le Mans

A lo largo de su vida, el rey siguió sufriendo trastornos mentales. En uno de ellos, en 1393, no recordaba su nombre y no sabía que era rey. Cuando su esposa vino de visita, preguntó a sus sirvientes quién era y les ordenó que se ocuparan de lo que ella necesitara para que le dejara en paz. Durante un episodio en 1395-96 afirmó que era San Jorge y que su escudo de armas era un león atravesado por una espada. En esta ocasión, reconoció a todos los oficiales de su casa, pero no conocía a su esposa ni a sus hijos. A veces corría desenfrenadamente por los pasillos de su residencia parisina, el Hôtel Saint-Pol, y para mantenerlo dentro se tapiaron las entradas. En 1405, se negó a bañarse o a cambiarse de ropa durante cinco meses. Sus posteriores episodios psicóticos no se describieron con detalle, quizá por la similitud de su comportamiento y sus delirios. El Papa Pío II, que nació durante el reinado de Carlos VI, escribió en sus Comentarios que hubo momentos en los que Carlos pensó que estaba hecho de cristal, por lo que intentó protegerse de diversas maneras para no romperse. Se dice que se hizo coser varillas de hierro en la ropa para que no se hiciera añicos si entraba en contacto con otra persona. Esta condición se conoce como el delirio del cristal.
El secretario de Carlos VI, Pierre Salmon, pasó mucho tiempo discutiendo con el rey mientras estaba intermitentemente psicótico. En un esfuerzo por encontrar una cura para la enfermedad del rey, estabilizar la turbulenta situación política y asegurar su propio futuro, Salmon supervisó la producción de dos versiones distintas de las guías bellamente iluminadas de la buena realeza conocidas como los Diálogos de Pierre Salmon.

### Bal des Ardents
El 29 de enero de 1393, Isabeau de Baviera había organizado un baile de máscaras, que más tarde se conocería como el Bal des Ardents ("Baile de los Hombres Ardientes"), para celebrar la boda de una de sus damas de compañía en el Hôtel Saint-Pol. A sugerencia de Huguet de Guisay, el rey y otros cinco señores se disfrazaron de hombres salvajes y se pusieron a bailar. Iban vestidos "con trajes de tela de lino cosidos al cuerpo y empapados en cera resinosa o brea para sostener una cubierta de cáñamo deshilachado, de modo que parecían desgreñados y peludos de la cabeza a los pies" A sugerencia de un tal Yvain de Foix, el rey ordenó que los portadores de las antorchas se situaran a un lado de la sala. Sin embargo, el hermano del rey, Luis I, duque de Orleans, que había llegado tarde, se acercó con una antorcha encendida para descubrir la identidad de los mascareros y prendió fuego accidentalmente a uno de ellos. Las llamas se propagaron y cundió el pánico. La duquesa de Berry arrojó la cola de su vestido sobre el rey para protegerle. Varios caballeros que intentaron apagar las llamas sufrieron graves quemaduras. Cuatro de los salvajes perecieron: Charles de Poitiers, hijo del conde de Valentinois; Huguet de Guisay; Yvain de Foix; y el conde de Joigny. Otro -Jean, hijo del señor de Nantouillet- se salvó saltando a un cubo de agua de fregar.

### Expulsión de los judíos en 1394
El 17 de septiembre de 1394, Carlos publicó repentinamente una ordenanza en la que declaraba, en sustancia, que durante mucho tiempo había estado tomando nota de las numerosas quejas provocadas por los excesos y faltas de los judíos contra los cristianos, y que los fiscales habían hecho varias investigaciones y descubierto que los judíos rompieron el acuerdo con el rey en muchas ocasiones. Por lo tanto, decretó, como ley y estatuto irrevocable, que ningún judío debía habitar en sus dominios ("Ordonnances", vii. 675). Según Michel Pintoin, conocido como el religioso de Saint Denis, el rey firmó este decreto ante la insistencia de la reina ("Chron. de Charles VI." ii. 119). El decreto no se aplicó inmediatamente, concediéndose una prórroga a los judíos para que tuvieran tiempo suficiente para vender sus propiedades y pagar sus deudas. Se ordenó a los deudores que saldaran sus deudas en un plazo determinado; de lo contrario, los judíos venderían las prendas empeñadas. El preboste debía escoltar a los judíos hasta la frontera del reino. Posteriormente, el rey liberó a los cristianos de sus deudas.

### Lucha por el poder
Con Carlos VI enfermo mental, a partir de 1393 su esposa Isabel presidió un consejo de regencia, en el que se sentaban los grandes del reino. Felipe el Temerario, duque de Borgoña, que actuó como regente durante la minoría de edad del rey (de 1380 a 1388), ejerció una gran influencia sobre la reina (había organizado el matrimonio real durante su regencia). La influencia se fue desplazando progresivamente hacia Luis I, duque de Orleans, hermano del rey, que no sólo era otro aspirante al poder, sino, según se sospechaba, también el amante de la reina. Los otros tíos de Carlos VI fueron menos influyentes durante la regencia: Luis II de Nápoles seguía ocupado en la gestión del reino de Nápoles, y Juan, duque de Berry, servía de mediador entre el partido de Orleans (lo que serían los armañacs) y el de Borgoña (los borgoñones). La rivalidad aumentaría poco a poco y acabaría desembocando en una guerra civil abierta.
Los nuevos regentes destituyeron a los diversos consejeros y funcionarios que Carlos había nombrado. A la muerte de Felipe el Temerario, en abril de 1404, su hijo Juan el Intrépido asumió los objetivos políticos de su padre, y la enemistad con Luis se recrudeció. Juan, menos vinculado a Isabel, volvió a perder influencia en la corte.

### Guerras contra Borgoña e Inglaterra
En 1407, Luis de Orleans fue asesinado en la calle Vieille du Temple de París. Juan no negó su responsabilidad, alegando que Luis era un tirano que despilfarraba el dinero. El hijo de Luis, Carlos, nuevo duque de Orleans, recurrió a su suegro, Bernardo VII, conde de Armagnac, en busca de apoyo contra Juan Sin Miedo. Esto dio lugar a la Guerra civil Armagnac-Borgoñona, que duró desde 1407 hasta 1435, más allá del reinado de Carlos, aunque la guerra con los ingleses seguía en curso.
Con los ingleses apoderándose de gran parte del país, Juan Sin Miedo trató de poner fin a la disputa con la familia real negociando con el delfín Carlos, heredero del rey. Se reunieron en el puente de Montereau el 10 de septiembre de 1419, pero durante el encuentro, Juan fue asesinado por Tanneguy du Chastel, un seguidor del delfín. El sucesor de Juan, Felipe el Bueno, nuevo duque de Borgoña, se alió con los ingleses.

### Invasión inglesa y muerte
El reinado de Carlos VI estuvo marcado por el continuo conflicto con los ingleses, conocido como la Guerra de los Cien Años. Un primer intento de paz se produjo en 1396, cuando la hija de Carlos, Isabel de Valois, de casi siete años, se casó con Ricardo II de Inglaterra, de 29 años. Sin embargo, en 1415, las disputas entre la familia real francesa y la Casa de Borgoña provocaron el caos y la anarquía en toda Francia, una situación de la que Enrique V de Inglaterra estaba ansioso por aprovecharse. Enrique dirigió una invasión que culminó con la derrota del ejército francés en la Batalla de Azincourt en octubre.
En mayo de 1420, Enrique V y Carlos VI firmaron el Tratado de Troyes, que nombraba a Enrique sucesor de Carlos y estipulaba que los herederos de Enrique le sucederían en el trono de Francia. Desheredaba al delfín Carlos, que entonces sólo tenía 17 años (en 1421, la propaganda borgoñona daba a entender que el joven Carlos era ilegítimo). El tratado también desposó a la hija de Carlos VI, Catalina de Valois, con Enrique. Desheredar al delfín en favor de Enrique fue un acto flagrante contra los intereses de la aristocracia francesa, apoyada por el duque de Borgoña.
El delfín, que se había declarado regente de su padre cuando el duque de Borgoña invadió París y capturó al rey, había establecido una corte en Bourges.
Carlos VI murió el 21 de octubre de 1422 en París, en el Hôtel Saint-Pol. Fue enterrado en la basílica de Saint Denis, donde su esposa Isabel de Baviera se reuniría con él tras su muerte en septiembre de 1435.
Enrique V murió sólo unas semanas antes que él, en agosto de 1422, dejando un hijo, que se convirtió en el rey Enrique VI de Inglaterra. Por tanto, según el Tratado de Troyes, con la muerte de Carlos VI, el pequeño Enrique se convirtió en rey de Francia. Su coronación como tal tuvo lugar en París (en poder de los ingleses desde 1418), en la catedral de Notre Dame de París, el 26 de diciembre de 1431.
El hijo desheredado por Carlos VI, el delfín Carlos, siguió luchando por recuperar su reino. En 1429, Juana de Arco entró en escena. Ella condujo a sus fuerzas a la victoria contra los ingleses, y lo llevó a ser coronado en la catedral de Reims como rey Carlos VII de Francia el 17 de julio de 1429. Llegó a ser conocido como "Carlos el Victorioso" y consiguió restaurar la línea francesa en el trono de Francia al derrotar a los ingleses en 1450.

## Familia

### Matrimonio y descendencia
El 17 de julio de 1385 contrajo matrimonio con Isabel de Baviera-Ingolstadt, miembro de una familia con ascendencia de varias de las casas reales europeas (alemana, siciliana, milanesa, napolitana, aragonesa, húngara, castellana, entre otras). La pareja tuvo los siguientes hijos:
- Carlos, delfín de Francia (1386).
- Juana (1388).
- Isabel (1389-1409), casada en primeras nupcias con Ricardo II de Inglaterra y en segundas, con su primo Carlos de Valois, duque de Orleans.
- Juana (1391-1433), casada con Juan VI de Bretaña.
- Carlos (1392-1401), delfín de Vienne y Conde de Guyena
- María (1393-1438), priora de Poissy.
- Micaela (1395-1422), casada con Felipe III el Bueno, duque de Borgoña.
- Luis (1396-1415), duque de Guyena y delfín, casado con Margarita de Borgoña.
- Juan (1398-1417), duque de Turena y delfín, casado con Jacqueline de Baviera.
- Catalina (1401-1437), casada en primeras nupcias con Enrique V de Inglaterra y en segundas, con el noble galés Owen Tudor.
- Carlos el Bienservido (1403-1461), delfín y rey de Francia como Carlos VII, casado con María de Anjou.
- Felipe (1407).

### Ancestros
| \| \| \| \| \| \| \| \| \| \| \| \| \| \| \| \| \| \| \| \| 16. Carlos de Valois (=14) \| \| \| \| \| \| \| \| \| \| \| \| \| \| \| \| \| \| \| \| \| \| \| \| \| \| \| \| \| \| \| \| \| \| \| \| \| \| \| \| \| \| \| \| \| \| \| \| \| \| \| \| \| \| 8. Felipe VI de Francia \| \| \| \| \| \| \| \| \| \| \| \| \| \| \| \| \| \| \| \| \| \| \| \| \| \| \| \| \| \| \| \| \| \| \| \| \| \| \| \| \| \| \| \| \| \| \| \| \| \| \| \| \| \| 17. Margarita de Anjou-Sicilia \| \| \| \| \| \| \| \| \| \| \| \| \| \| \| \| \| \| \| \| \| \| \| \| \| \| \| \| \| \| \| \| \| \| \| \| \| \| \| \| \| \| \| \| \| \| \| \| \| \| \| \| \| \| 4. Juan II de Francia \| \| \| \| \| \| \| \| \| \| \| \| \| \| \| \| \| \| \| \| \| \| \| \| \| \| \| \| \| \| \| \| \| \| \| \| \| \| \| \| \| \| \| \| \| \| \| \| \| \| \| \| \| \| 18. Roberto II de Borgoña \| \| \| \| \| \| \| \| \| \| \| \| \| \| \| \| \| \| \| \| \| \| \| \| \| \| \| \| \| \| \| \| \| \| \| \| \| \| \| \| \| \| \| \| \| \| \| \| \| \| \| \| \| \| 9. Juana de Borgoña \| \| \| \| \| \| \| \| \| \| \| \| \| \| \| \| \| \| \| \| \| \| \| \| \| \| \| \| \| \| \| \| \| \| \| \| \| \| \| \| \| \| \| \| \| \| \| \| \| \| \| \| \| \| 19. Inés de Francia \| \| \| \| \| \| \| \| \| \| \| \| \| \| \| \| \| \| \| \| \| \| \| \| \| \| \| \| \| \| \| \| \| \| \| \| \| \| \| \| \| \| \| \| \| \| \| \| \| \| \| \| \| \| 2. Carlos V de Francia \| \| \| \| \| \| \| \| \| \| \| \| \| \| \| \| \| \| \| \| \| \| \| \| \| \| \| \| \| \| \| \| \| \| \| \| \| \| \| \| \| \| \| \| \| \| \| \| \| \| \| \| \| \| 20. Enrique VII del Sacro Imperio \| \| \| \| \| \| \| \| \| \| \| \| \| \| \| \| \| \| \| \| \| \| \| \| \| \| \| \| \| \| \| \| \| \| \| \| \| \| \| \| \| \| \| \| \| \| \| \| \| \| \| \| \| \| 10. Juan I de Luxemburgo \| \| \| \| \| \| \| \| \| \| \| \| \| \| \| \| \| \| \| \| \| \| \| \| \| \| \| \| \| \| \| \| \| \| \| \| \| \| \| \| \| \| \| \| \| \| \| \| \| \| \| \| \| \| 21. Margarita de Brabante \| \| \| \| \| \| \| \| \| \| \| \| \| \| \| \| \| \| \| \| \| \| \| \| \| \| \| \| \| \| \| \| \| \| \| \| \| \| \| \| \| \| \| \| \| \| \| \| \| \| \| \| \| \| 5. Bona de Luxemburgo \| \| \| \| \| \| \| \| \| \| \| \| \| \| \| \| \| \| \| \| \| \| \| \| \| \| \| \| \| \| \| \| \| \| \| \| \| \| \| \| \| \| \| \| \| \| \| \| \| \| \| \| \| \| 22. Wenceslao II de Bohemia \| \| \| \| \| \| \| \| \| \| \| \| \| \| \| \| \| \| \| \| \| \| \| \| \| \| \| \| \| \| \| \| \| \| \| \| \| \| \| \| \| \| \| \| \| \| \| \| \| \| \| \| \| \| 11. Isabel I de Bohemia \| \| \| \| \| \| \| \| \| \| \| \| \| \| \| \| \| \| \| \| \| \| \| \| \| \| \| \| \| \| \| \| \| \| \| \| \| \| \| \| \| \| \| \| \| \| \| \| \| \| \| \| \| \| 23. Judith de Habsburgo \| \| \| \| \| \| \| \| \| \| \| \| \| \| \| \| \| \| \| \| \| \| \| \| \| \| \| \| \| \| \| \| \| \| \| \| \| \| \| \| \| \| \| \| \| \| \| \| \| \| \| \| \| \| 1. Carlos VI de Francia \| \| \| \| \| \| \| \| \| \| \| \| \| \| \| \| \| \| \| \| \| \| \| \| \| \| \| \| \| \| \| \| \| \| \| \| \| \| \| \| \| \| \| \| \| \| \| \| \| \| \| \| \| \| 24. Roberto de Clermont \| \| \| \| \| \| \| \| \| \| \| \| \| \| \| \| \| \| \| \| \| \| \| \| \| \| \| \| \| \| \| \| \| \| \| \| \| \| \| \| \| \| \| \| \| \| \| \| \| \| \| \| \| \| 12. Luis I de Borbón \| \| \| \| \| \| \| \| \| \| \| \| \| \| \| \| \| \| \| \| \| \| \| \| \| \| \| \| \| \| \| \| \| \| \| \| \| \| \| \| \| \| \| \| \| \| \| \| \| \| \| \| \| \| 25. Beatriz de Borbón \| \| \| \| \| \| \| \| \| \| \| \| \| \| \| \| \| \| \| \| \| \| \| \| \| \| \| \| \| \| \| \| \| \| \| \| \| \| \| \| \| \| \| \| \| \| \| \| \| \| \| \| \| \| 6. Pedro I de Borbón \| \| \| \| \| \| \| \| \| \| \| \| \| \| \| \| \| \| \| \| \| \| \| \| \| \| \| \| \| \| \| \| \| \| \| \| \| \| \| \| \| \| \| \| \| \| \| \| \| \| \| \| \| \| 26. Juan II de Holanda \| \| \| \| \| \| \| \| \| \| \| \| \| \| \| \| \| \| \| \| \| \| \| \| \| \| \| \| \| \| \| \| \| \| \| \| \| \| \| \| \| \| \| \| \| \| \| \| \| \| \| \| \| \| 13. María de Henao \| \| \| \| \| \| \| \| \| \| \| \| \| \| \| \| \| \| \| \| \| \| \| \| \| \| \| \| \| \| \| \| \| \| \| \| \| \| \| \| \| \| \| \| \| \| \| \| \| \| \| \| \| \| 27. Felipa de Luxemburgo \| \| \| \| \| \| \| \| \| \| \| \| \| \| \| \| \| \| \| \| \| \| \| \| \| \| \| \| \| \| \| \| \| \| \| \| \| \| \| \| \| \| \| \| \| \| \| \| \| \| \| \| \| \| 3. Juana de Borbón \| \| \| \| \| \| \| \| \| \| \| \| \| \| \| \| \| \| \| \| \| \| \| \| \| \| \| \| \| \| \| \| \| \| \| \| \| \| \| \| \| \| \| \| \| \| \| \| \| \| \| \| \| \| 28. Felipe III de Francia \| \| \| \| \| \| \| \| \| \| \| \| \| \| \| \| \| \| \| \| \| \| \| \| \| \| \| \| \| \| \| \| \| \| \| \| \| \| \| \| \| \| \| \| \| \| \| \| \| \| \| \| \| \| 14. Carlos de Valois \| \| \| \| \| \| \| \| \| \| \| \| \| \| \| \| \| \| \| \| \| \| \| \| \| \| \| \| \| \| \| \| \| \| \| \| \| \| \| \| \| \| \| \| \| \| \| \| \| \| \| \| \| \| 29. Isabel de Aragón \| \| \| \| \| \| \| \| \| \| \| \| \| \| \| \| \| \| \| \| \| \| \| \| \| \| \| \| \| \| \| \| \| \| \| \| \| \| \| \| \| \| \| \| \| \| \| \| \| \| \| \| \| \| 7. Isabel de Valois \| \| \| \| \| \| \| \| \| \| \| \| \| \| \| \| \| \| \| \| \| \| \| \| \| \| \| \| \| \| \| \| \| \| \| \| \| \| \| \| \| \| \| \| \| \| \| \| \| \| \| \| \| \| 30. Guy IV de Châtillon-Saint-Pol \| \| \| \| \| \| \| \| \| \| \| \| \| \| \| \| \| \| \| \| \| \| \| \| \| \| \| \| \| \| \| \| \| \| \| \| \| \| \| \| \| \| \| \| \| \| \| \| \| \| \| \| \| \| 15. Mahaut de Châtillon-Saint Pol \| \| \| \| \| \| \| \| \| \| \| \| \| \| \| \| \| \| \| \| \| \| \| \| \| \| \| \| \| \| \| \| \| \| \| \| \| \| \| \| \| \| \| \| \| \| \| \| \| \| \| \| \| \| 31. María de Bretaña \| \| \| \| \| \| \| \| \| \| \| \| \| \| \| \| \| \| \| \| \| \| \| \| \| \| \| \| \| \| \| \| \| \| \| \| \| \| \| \| \| \| \| \| \| \| \| \| \| \| \| \| |                                   |  |  |  |  |  |  |  |  |  |  |  |  |  |  |  |
| |                                   |  |  |  |  |  |  |  |  |  |  |  |  |  |  |  |
| | 16. Carlos de Valois (=14)        |  |  |  |  |  |  |  |  |  |  |  |  |  |  |  |
| |                                   |  |  |  |  |  |  |  |  |  |  |  |  |  |  |  |
| |                                   |  |  |  |  |  |  |  |  |  |  |  |  |  |  |  |
| | 8. Felipe VI de Francia           |  |  |  |  |  |  |  |  |  |  |  |  |  |  |  |
| |                                   |  |  |  |  |  |  |  |  |  |  |  |  |  |  |  |
| |                                   |  |  |  |  |  |  |  |  |  |  |  |  |  |  |  |
| | 17. Margarita de Anjou-Sicilia    |  |  |  |  |  |  |  |  |  |  |  |  |  |  |  |
| |                                   |  |  |  |  |  |  |  |  |  |  |  |  |  |  |  |
| |                                   |  |  |  |  |  |  |  |  |  |  |  |  |  |  |  |
| | 4. Juan II de Francia             |  |  |  |  |  |  |  |  |  |  |  |  |  |  |  |
| |                                   |  |  |  |  |  |  |  |  |  |  |  |  |  |  |  |
| |                                   |  |  |  |  |  |  |  |  |  |  |  |  |  |  |  |
| | 18. Roberto II de Borgoña         |  |  |  |  |  |  |  |  |  |  |  |  |  |  |  |
| |                                   |  |  |  |  |  |  |  |  |  |  |  |  |  |  |  |
| |                                   |  |  |  |  |  |  |  |  |  |  |  |  |  |  |  |
| | 9. Juana de Borgoña               |  |  |  |  |  |  |  |  |  |  |  |  |  |  |  |
| |                                   |  |  |  |  |  |  |  |  |  |  |  |  |  |  |  |
| |                                   |  |  |  |  |  |  |  |  |  |  |  |  |  |  |  |
| | 19. Inés de Francia               |  |  |  |  |  |  |  |  |  |  |  |  |  |  |  |
| |                                   |  |  |  |  |  |  |  |  |  |  |  |  |  |  |  |
| |                                   |  |  |  |  |  |  |  |  |  |  |  |  |  |  |  |
| | 2. Carlos V de Francia            |  |  |  |  |  |  |  |  |  |  |  |  |  |  |  |
| |                                   |  |  |  |  |  |  |  |  |  |  |  |  |  |  |  |
| |                                   |  |  |  |  |  |  |  |  |  |  |  |  |  |  |  |
| | 20. Enrique VII del Sacro Imperio |  |  |  |  |  |  |  |  |  |  |  |  |  |  |  |
| |                                   |  |  |  |  |  |  |  |  |  |  |  |  |  |  |  |
| |                                   |  |  |  |  |  |  |  |  |  |  |  |  |  |  |  |
| | 10. Juan I de Luxemburgo          |  |  |  |  |  |  |  |  |  |  |  |  |  |  |  |
| |                                   |  |  |  |  |  |  |  |  |  |  |  |  |  |  |  |
| |                                   |  |  |  |  |  |  |  |  |  |  |  |  |  |  |  |
| | 21. Margarita de Brabante         |  |  |  |  |  |  |  |  |  |  |  |  |  |  |  |
| |                                   |  |  |  |  |  |  |  |  |  |  |  |  |  |  |  |
| |                                   |  |  |  |  |  |  |  |  |  |  |  |  |  |  |  |
| | 5. Bona de Luxemburgo             |  |  |  |  |  |  |  |  |  |  |  |  |  |  |  |
| |                                   |  |  |  |  |  |  |  |  |  |  |  |  |  |  |  |
| |                                   |  |  |  |  |  |  |  |  |  |  |  |  |  |  |  |
| | 22. Wenceslao II de Bohemia       |  |  |  |  |  |  |  |  |  |  |  |  |  |  |  |
| |                                   |  |  |  |  |  |  |  |  |  |  |  |  |  |  |  |
| |                                   |  |  |  |  |  |  |  |  |  |  |  |  |  |  |  |
| | 11. Isabel I de Bohemia           |  |  |  |  |  |  |  |  |  |  |  |  |  |  |  |
| |                                   |  |  |  |  |  |  |  |  |  |  |  |  |  |  |  |
| |                                   |  |  |  |  |  |  |  |  |  |  |  |  |  |  |  |
| | 23. Judith de Habsburgo           |  |  |  |  |  |  |  |  |  |  |  |  |  |  |  |
| |                                   |  |  |  |  |  |  |  |  |  |  |  |  |  |  |  |
| |                                   |  |  |  |  |  |  |  |  |  |  |  |  |  |  |  |
| | 1. Carlos VI de Francia           |  |  |  |  |  |  |  |  |  |  |  |  |  |  |  |
| |                                   |  |  |  |  |  |  |  |  |  |  |  |  |  |  |  |
| |                                   |  |  |  |  |  |  |  |  |  |  |  |  |  |  |  |
| | 24. Roberto de Clermont           |  |  |  |  |  |  |  |  |  |  |  |  |  |  |  |
| |                                   |  |  |  |  |  |  |  |  |  |  |  |  |  |  |  |
| |                                   |  |  |  |  |  |  |  |  |  |  |  |  |  |  |  |
| | 12. Luis I de Borbón              |  |  |  |  |  |  |  |  |  |  |  |  |  |  |  |
| |                                   |  |  |  |  |  |  |  |  |  |  |  |  |  |  |  |
| |                                   |  |  |  |  |  |  |  |  |  |  |  |  |  |  |  |
| | 25. Beatriz de Borbón             |  |  |  |  |  |  |  |  |  |  |  |  |  |  |  |
| |                                   |  |  |  |  |  |  |  |  |  |  |  |  |  |  |  |
| |                                   |  |  |  |  |  |  |  |  |  |  |  |  |  |  |  |
| | 6. Pedro I de Borbón              |  |  |  |  |  |  |  |  |  |  |  |  |  |  |  |
| |                                   |  |  |  |  |  |  |  |  |  |  |  |  |  |  |  |
| |                                   |  |  |  |  |  |  |  |  |  |  |  |  |  |  |  |
| | 26. Juan II de Holanda            |  |  |  |  |  |  |  |  |  |  |  |  |  |  |  |
| |                                   |  |  |  |  |  |  |  |  |  |  |  |  |  |  |  |
| |                                   |  |  |  |  |  |  |  |  |  |  |  |  |  |  |  |
| | 13. María de Henao                |  |  |  |  |  |  |  |  |  |  |  |  |  |  |  |
| |                                   |  |  |  |  |  |  |  |  |  |  |  |  |  |  |  |
| |                                   |  |  |  |  |  |  |  |  |  |  |  |  |  |  |  |
| | 27. Felipa de Luxemburgo          |  |  |  |  |  |  |  |  |  |  |  |  |  |  |  |
| |                                   |  |  |  |  |  |  |  |  |  |  |  |  |  |  |  |
| |                                   |  |  |  |  |  |  |  |  |  |  |  |  |  |  |  |
| | 3. Juana de Borbón                |  |  |  |  |  |  |  |  |  |  |  |  |  |  |  |
| |                                   |  |  |  |  |  |  |  |  |  |  |  |  |  |  |  |
| |                                   |  |  |  |  |  |  |  |  |  |  |  |  |  |  |  |
| | 28. Felipe III de Francia         |  |  |  |  |  |  |  |  |  |  |  |  |  |  |  |
| |                                   |  |  |  |  |  |  |  |  |  |  |  |  |  |  |  |
| |                                   |  |  |  |  |  |  |  |  |  |  |  |  |  |  |  |
| | 14. Carlos de Valois              |  |  |  |  |  |  |  |  |  |  |  |  |  |  |  |
| |                                   |  |  |  |  |  |  |  |  |  |  |  |  |  |  |  |
| |                                   |  |  |  |  |  |  |  |  |  |  |  |  |  |  |  |
| | 29. Isabel de Aragón              |  |  |  |  |  |  |  |  |  |  |  |  |  |  |  |
| |                                   |  |  |  |  |  |  |  |  |  |  |  |  |  |  |  |
| |                                   |  |  |  |  |  |  |  |  |  |  |  |  |  |  |  |
| | 7. Isabel de Valois               |  |  |  |  |  |  |  |  |  |  |  |  |  |  |  |
| |                                   |  |  |  |  |  |  |  |  |  |  |  |  |  |  |  |
| |                                   |  |  |  |  |  |  |  |  |  |  |  |  |  |  |  |
| | 30. Guy IV de Châtillon-Saint-Pol |  |  |  |  |  |  |  |  |  |  |  |  |  |  |  |
| |                                   |  |  |  |  |  |  |  |  |  |  |  |  |  |  |  |
| |                                   |  |  |  |  |  |  |  |  |  |  |  |  |  |  |  |
| | 15. Mahaut de Châtillon-Saint Pol |  |  |  |  |  |  |  |  |  |  |  |  |  |  |  |
| |                                   |  |  |  |  |  |  |  |  |  |  |  |  |  |  |  |
| |                                   |  |  |  |  |  |  |  |  |  |  |  |  |  |  |  |
| | 31. María de Bretaña              |  |  |  |  |  |  |  |  |  |  |  |  |  |  |  |
| |                                   |  |  |  |  |  |  |  |  |  |  |  |  |  |  |  |
| |                                   |  |  |  |  |  |  |  |  |  |  |  |  |  |  |  |